# Ékszer gyümölcsgalamb
Az ékszer gyümölcsgalamb (Ptilinopus ornatus) a madarak osztályának galambalakúak (Columbiformes) rendjébe és a galambfélék (Columbidae) családjába tartozó faj.
A magyar név forrással nincs megerősítve.

## Előfordulása
Indonézia és Pápua Új-Guinea területén honos.

## Alfajai
- Ptilinopus ornatus gestroi - Új-Guinea északkeleti része
- Ptilinopus ornatus ornatus - Új-Guinea középső és keleti része